# Euryabax
Euryabax is een geslacht van kevers uit de familie van de loopkevers (Carabidae). De wetenschappelijke naam van het geslacht is voor het eerst geldig gepubliceerd in 1903 door Fauvel.

## Soorten
Het geslacht Euryabax is monotypisch en omvat slechts de volgende soort:
- Euryabax colossus Fauvel, 1903